# Абхазские авиалинии
Абхазские авиалинии — госпредприятие, национальная авиакомпания частично признанной Республики Абхазия. По данным на 2014 год выполняет внутренние рейсы. Базируется в Сухумском аэропорту (расположен в селе Бабушара).

## История

### Сухумский объединённый авиаотряд
История Сухумского авиаотряда началась в 1921 году, когда постановлением Советского правительства была образована абхазская авиаэскадрилья, которая базировалась на аэродроме в селе Гумиста, расположенного к западу от Сухуми. Данная авиаэскадрилья сыграла достаточно большое значение в развитии южнокавказской авиации, а также участвовала в Великой Отечественной войне.
После завершения войны авиаэскадрилья была перебазирована на новый аэродром в селе Бабушара, расположенном на берегу Чёрного моря в 18 километрах южнее Сухуми. Там был образован 297 лётный отряд (Сухумская объединённая авиаэскадрилья), который входил в состав Грузинского управления гражданской авиации, а руководителем был назначен опытный лётчик Таркил Р. Ж. Это было достаточно крупное авиационное объединение, в состав которого в разные годы входили самолёты Ли-2, Ан-2, Ил-14, Ан-24, Л-410 и Ту-134, а также вертолёты Ми-4 и Ми-8. Встречаются данные, что в составе Сухумского авиаотряда находились и Ту-154, однако по другим данным все Ту-154 Грузинского управления гражданской авиации находились в составе Тбилисского авиаотряда.
После распада Советского Союза и упразднения Министерства гражданской авиации, Сухумский объединённый авиаотряд в 1992 году вошёл в состав национальной грузинской авиакомпании Transair Georgia. Тем не менее, по имеющимся сведениям, многие пилоты авиаотряда перевелись на военный аэродром, расположенный у села Бамбоура, неподалёку от Гудауты.
Осенью 1993 года, в ходе Абхазо-грузинской войны, находящийся до этого под контролем Грузии Бабушарский аэропорт, в котором базировался Сухумский авиаотряд, заняли абхазские вооружённые силы.

### Абхазские авиалинии
В 1994 году постановлением абхазского правительства на базе Сухумского авиаотряда была создана госкомпания «Абхазские авиалинии», генеральным директором которой был назначен Вячеслав Ахметович Эшба. К тому времени в аэропорту из пригодных к полётам воздушных судов находились только вертолёты Ми-8 и самолёты Ан-2 и Як-40, причём последний ранее принадлежал Эдуарду Шеварднадзе. Находящиеся в аэропорту один Ту-134 и два Ту-154, повреждённые в ходе военных событий 1992—1993 года, были признаны непригодными к восстановлению. В 2003 году самолёт Як-40 борт CCCP-87335 (перерегистрация так и не проводилась) был отставлен на хранение.
Выполняется единственный рейс из Сухума в Псху на АН-2 или Ми-8.

## Направления
| Город | Страна             | Периодичность  |
| ----- | ------------------ | -------------- |
| Псху  | Республика Абхазия | 2 раза в месяц |

## Флот
| Тип судна | Количество | Год ввода | Год вывода                   | Регистрационные номера               |
| --------- | ---------- | --------- | ---------------------------- | ------------------------------------ |
| Ан-2      | 2          | 1994      | —                            | ABH-03 (RA-07795), ABH-04 (RA-07849) |
| Ми-2      | 1          | 2014      | —                            | RA-23440                             |
| Як-40     | 1          | 1993      | 2003 (поставлен на хранение) | CCCP-87335                           |

## Происшествия
- 9 сентября 1966 года — Ан-2 борт CCCP-96224 выполнял пассажирский рейс из Батуми в Поти. Однако вскоре после вылета произошёл полный отказ двигателя, поэтому экипаж совершил вынужденную посадку на поверхность моря. После приводнения самолёт затонул, при этом погиб один пассажир. Остальные 11 человек (2 пилота и 9 пассажиров) были спасены находящимся поблизости рыболовецким судном[9].
- 15 октября 1970 года — на одном из самолётов Сухумского авиаотряда, а именно Ан-24Б борт 46256, был совершён первый в Советском Союзе успешный захват и угон пассажирского самолёта в другую страну. Лайнер выполнял рейс из Батуми в Сухуми, когда был захвачен Пранасом Бразинскасом и его сыном Альгирдасом, которые вынудили экипаж лететь в Турцию, где была совершена посадка в Трабзоне. В ходе захвата экипаж получил пулевые ранения, при этом погибла стюардесса Надежда Курченко, пытавшаяся преградить бандитам путь в кабину.
- 16 октября 1978 года — Ан-2 борт CCCP-40553 выполнял пассажирский рейс из Псху в Сухуми, но через 15 минут после вылета по невыясненным причинам (возможно, сильное задымление на борту) экипаж попытался совершить аварийную посадку на поляну среди деревьев. Однако при выполнении манёвра самолёт врезался в деревья на склоне горы Дзышра и полностью разрушился. Погибли все 9 человек на борту (2 пилота и 7 пассажиров)[10].
- 7 января 1982 года — Л-410М борт CCCP-40553 выполнял пассажирский рейс из Новороссийска в Сухуми. Но летя в облаках экипаж из-за прогноза о боковом ветре при фактическом встречном ошибочно уклонился к западу от трассы полёта, но не проконтролировал это. Затем игнорируя показания высотомера, пилоты начал выполнять снижение для перехода на визуальный полёт, после чего близ села Прасковеевка, что в окрестностях Геленджика, лайнер врезался в гору. Погибли все 18 человек на борту (2 пилота и 16 пассажиров)[11].
- 14 августа 1982 года — на взлётно-посадочной полосе Сухумского аэропорта столкнулись два самолёта авиаотряда: Ту-134А борт CCCP-65836 и Л-410М борт CCCP-67191. Л-410 должен был выполнять пассажирский рейс в Кутаиси, но экипаж спеша с вылетом нарушил инструкции и принял решение следовать к полосе по короткому маршруту — по старой ВПП и далее по перемычке на середину новой ВПП. Затем, не задерживаясь на предварительном старте, авиалайнер выехал на полосу, где в это время производил взлёт Ту-134, выполнявший пассажирский рейс в Москву. Экипаж реактивного самолёта попытался уклониться от столкновения, но через несколько секунд Ту-134 врезался правой плоскостью крыла в Л-410 и разрубил его. Погибли 11 человек (2 пилота и 9 пассажиров) — все находящиеся на борту Л-410[12].
- 29 марта 1983 года — Л-410М борт CCCP-67190 выполнял пассажирский рейс из Поти в Сухуми. Однако при взлёте, вероятно, произошёл отказ правого двигателя, после чего через минуту после взлёта потерявший скорость авиалайнер врезался в деревья и упал на землю. Из 18 человек на борту погибли 6 (2 пилота и 4 пассажира)[13].
- 21 сентября 1993 года — Ту-134А-3 борт CCCP-65893 выполнял пассажирский рейс из Сочи в Сухуми. Среди пассажиров находились журналисты, в том числе и из России, а командиром экипажа был Герас Георгиевич Табуев — командир Сухумского объединённого авиаотряда[14]. Но при заходе на посадку лайнер был поражён ракетой ПЗРК Стрела-2, запущенной с абхазского патрульного катера, после чего упал в море. Погибли все 27 человек на борту (5 членов экипажа и 22 пассажира)[15].